# Aulagromyza anteposita
Aulagromyza anteposita är en tvåvingeart som först beskrevs av Gabriel Strobl 1898.  Aulagromyza anteposita ingår i släktet Aulagromyza och familjen minerarflugor.
Artens utbredningsområde är Österrike. Inga underarter finns listade i Catalogue of Life.